# Cospeito
Cospeito est une commune de la province de Lugo en Espagne située dans la communauté autonome de Galice.

## Personnalités liées à la commune
- Miguel Anxo Fernán-Vello (1958-) écrivain et homme politique, né à Cospeito[1];
- Luis Tosar (1971), acteur, producteur, scénariste et chanteur, né à Cospeito[2].